# 宮島 (熊本県)
宮島（みやじま）は日本の熊本県天草市に位置する無人島。面積は0.04平方キロメートルで、標高は11メートル程である。

## 概要
下島の東部、宮地浦湾の湾口に所在する。
1978年（昭和53年）に、下島の高根地区と架橋された。橋には、付近の住民の船が係留されている。